# Caille de montagne
Synoicus monorthonyx
Espèce
Statut de conservation UICN

 LC  : Préoccupation mineure
Répartition géographique
La Caille de montagne (Synoicus monorthonyx) ou Caille des neiges, est un oiseau de la famille des Phasianidae, endémique de Nouvelle-Guinée occidentale.

## Description
Corps rond et massif. Mâle: Plumage entièrement brun-roux sombre fortement barré sur le dos, les ailes et le poitrine. Femelle: Tête, nuque, ailes, dos et queue brun terne. Gorge, poitrine et ventre gris pale. Fortement barré également sur les ailes, le dos, la poitrine et le ventre. Bec massif et crochu, et pattes jaune terne. Iris brun. Mensurations: 25-28 cm, 400 g.
Peut être confondu avec les sous-espèces lamonti et monticola de la Caille tasmane (Coturnix ypsilophora) qui sont toutes deux sombres et vivent à des altitudes similaires en Nouvelle-Guinée.

## Comportement

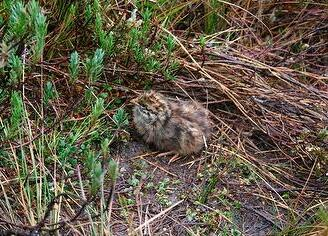
Poussin

Du fait de son habitat particulièrement inaccessible, cette espèce est très peu connue et peu d'observations ont été réalisées dans la nature. Oiseau généralement solitaire, parfois observé en couple. Se nourrit de graines, de feuilles, de jeunes pousses, de fleurs, de chenilles et d'insectes.
Voix: Entendu une fois seulement. Le son ressemblant à un gloussement couiné, sorte de quee-U répété 4-5 fois.
Nidification: Quasiment inconnue. Un nid contenant trois œufs aurait été découvert au pied d'une touffe de tussock en septembre.

## Répartition et conservation
Cet oiseau vit dans les prairies alpines des Monts Snow (également appelés Monts Maoke) et Star sur le Plateau de Kemabu entre 3 100 et 4 200 m d'altitude au centre de la province indonésienne de Papouasie, en Nouvelle-Guinée.
Cette région peu habitée et très isolée fait que l'espèce est virtuellement protégée des interactions humaines. Cependant plusieurs projets miniers dans cette zone et le fait que la Caille de montagne ne soit pas protégée par la loi indonésienne font courir un risque à cette espèce, d'où son classement comme NT (Quasi-menacée) par l'UICN.